# فینال جام باشگاه‌های آسیا ۹۵–۱۹۹۴
فینال جام باشگاه‌های آسیا ۹۵–۱۹۹۴ مسابقه فینال چهاردهمین دوره جام باشگاه‌های آسیا بود که در ۲۹ ژانویه ۱۹۹۵ برگزار شد. در این دیدار تای‌فارمرز بانک با برتری برابر العربی به مقام قهرمانی دست یافت.

## مسابقه
| تای‌فارمرز بانک              | ۱–۰ | العربی |
| --------------------------- | --- | ------ |
| ناتی پونگ سیری تونگ این ۸۲' |     |        |